# Biopalivo

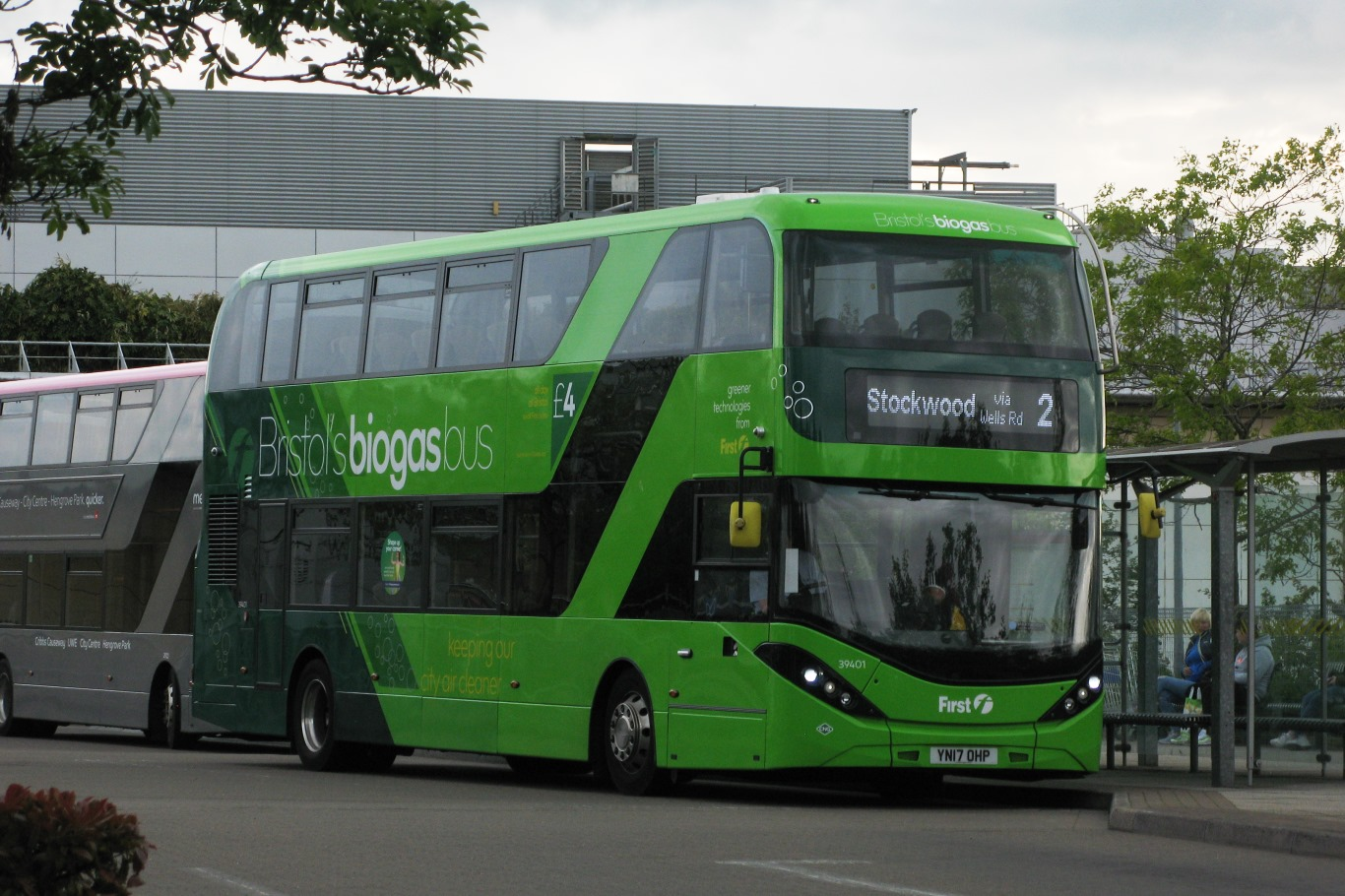
Autobus poháněný bioplynem

Biopalivo je palivo, které se vyrábí cílenou výrobou z biomasy, mezi biopaliva nepatří ta paliva, která vznikají velmi pomalými geologickými procesy, které se uplatňují při vzniku fosilních paliv, jako je ropa, uhlí aj. Vzhledem k tomu, že biomasa může být technicky využívána jako palivo přímo (např. palivové dřevo), používají někteří lidé termíny biomasa a biopalivo zaměnitelně. Častěji však slovo biomasa označuje pouze biologickou surovinu, z níž je palivo vyrobeno, nebo nějakou formu tepelně/chemicky upraveného pevného konečného produktu, jako jsou torrefikované pelety nebo brikety.
Slovo biopalivo bývá často vyhrazeno pro kapalná nebo plynná paliva používaná v dopravě. Biopaliva typu „drop-in“ jsou funkčně rovnocenná ropným palivům a jsou plně kompatibilní se stávající ropnou infrastrukturou, nevyžadují žádné úpravy motoru vozidla.
Biopaliva mohou být vyráběna z rostlin (tj. energetických plodin) nebo ze zemědělských, obchodních, domácích a/nebo průmyslových odpadů (pokud má odpad biologický původ). Biopaliva obecně zahrnují současnou fixaci uhlíku, k níž dochází například u rostlin nebo řas či sinic procesem fotosyntézy. Potenciál biopaliv ke zmírnění emisí skleníkových plynů se značně liší, od úrovní emisí srovnatelných s fosilními palivy v některých scénářích až po negativní emise v jiných. Mezivládní panel pro změnu klimatu (IPCC) definuje bioenergii jako obnovitelnou formu energie.
Dva nejběžnější typy biopaliv jsou bioetanol a bionafta.
- Bioetanol je alkohol vyráběný kvašením, většinou ze sacharidů produkovaných v cukrových nebo škrobnatých plodinách, jako je kukuřice, cukrová třtina nebo sladký čirok. Jako surovina pro výrobu etanolu se vyvíjí také celulózová biomasa získávaná z nepotravinářských zdrojů, jako jsou stromy a trávy. Etanol lze používat jako palivo pro vozidla v čisté formě (E100), ale obvykle se používá jako přísada do benzinu pro zvýšení oktanového čísla a zlepšení emisí vozidel. Bioetanol se široce používá ve Spojených státech a v Brazílii.

- Bionafta se vyrábí z olejů nebo tuků pomocí transesterifikace a je nejrozšířenějším biopalivem v Evropě. Může být použita jako palivo pro vozidla v čisté formě (B100), ale obvykle se používá jako přísada do nafty ke snížení úrovně pevných částic, oxidu uhelnatého a uhlovodíků z vozidel poháněných naftou.

V roce 2019 dosáhla celosvětová produkce biopaliv 161 miliard litrů, což je o 6 % více než v roce 2018, a biopaliva měla 3% podíl na celosvětové spotřebě paliv pro silniční dopravu. Mezinárodní energetická agentura (IEA) chce, aby biopaliva do roku 2050 pokryla více než čtvrtinu světové poptávky po pohonných hmotách v dopravě, a snížila tak závislost na ropě, nicméně výroba a spotřeba biopaliv není na dobré cestě k naplnění scénáře udržitelného rozvoje podle IEA. Od roku 2020 do roku 2030 se musí celosvětová produkce biopaliv každoročně zvyšovat o 10 %, aby bylo dosaženo cíle IEA. V příštích pěti letech se očekává pouze 3% roční růst.

## Generace biopaliv

### Biopaliva první generace
Biopaliva první generace jsou paliva vyráběná z potravinářských plodin pěstovaných na orné půdě. Cukr, škrob nebo olej obsažený v plodině se přeměňuje na bionaftu nebo etanol pomocí transesterifikace nebo kvasinkového kvašení.

### Biopaliva druhé generace
Biopaliva druhé generace jsou paliva vyráběná z lignocelulózové nebo dřevní biomasy nebo zemědělských zbytků/odpadů. Suroviny používané k výrobě paliv buď rostou na orné půdě, ale jsou vedlejšími produkty hlavní plodiny, nebo se pěstují na marginálních půdách. Mezi suroviny druhé generace patří sláma, bagasa, víceleté trávy, jatrofa, odpadní rostlinný olej, tuhý komunální odpad atd.

### Biopaliva třetí generace
Řasy lze pěstovat v rybnících nebo nádržích na pevnině i na moři, paliva z řas mají vysoké výnosy, lze je pěstovat s minimálním dopadem na sladkovodní zdroje, lze je vyrábět s využitím slané vody a odpadních vod, mají vysoký bod vznícení a v případě úniku jsou biologicky odbouratelná a relativně neškodná pro životní prostředí. Výroba vyžaduje velké množství energie a hnojiv, vyrobené palivo degraduje rychleji než jiná biopaliva a při nízkých teplotách špatně teče. Do roku 2017 byla z ekonomických důvodů většina snah o výrobu paliva z řas opuštěna nebo změněna na jiné využití.

### Biopaliva čtvrté generace
Do této třídy biopaliv patří elektropaliva a solární paliva. Elektropaliva se vyrábějí ukládáním elektrické energie do chemických vazeb kapalin a plynů. Primárním cílem je butanol, bionafta a vodík, ale patří sem i další alkoholy a plyny obsahující uhlík, jako je metan a butan. Solární palivo je syntetické chemické palivo vyrobené ze sluneční energie. Světlo se přeměňuje na chemickou energii, obvykle redukcí protonů na vodík nebo oxidu uhličitého na organické sloučeniny.

## Dělení biopaliv podle skupenství
Rozdělení dle skupenství:
- tuhá biopaliva
- kapalná biopaliva
- plynná biopaliva

## Argumenty pro využívání biopaliv
- V Evropské unii by využití biomasy mohlo být přínosem při stanovení jasných podmínek pro šetrnou produkci a při vhodném výběru plodin.[zdroj?] Podle studie Evropské agentury pro životní prostředí (EEA) z roku 2006 tzv. evropský potenciál biomasy, který respektuje přísné podmínky ochrany biologické rozmanitosti, umožňuje, aby v roce 2030 mohlo být pokryto energií z biomasy 15 % energetické spotřeby EU. Podle EEA by v EU do roku 2030 mohlo asi 18 % tepla, 12,5 % elektřiny a 5,4 % paliva pro dopravu pocházet z biomasy z evropských zdrojů. Už do roku 2020 by se tak mohly snížit evropské emise o 394 milionů tun oxidu uhličitého.[19]
- Podle studie zveřejněné v periodiku Global Change Biology Bioenergy[20] by se jako jedna z mála plodin vhodná k pěstování pro levnou bionaftu jevil dávivec černý (Jatropha curcas). Například proto, že je velmi nenáročná na půdu a (třeba oproti kukuřici pro biolíh) by z velké části „potravinovým“ plodinám nekonkurovala, ale spíš by je doplňovala.[21] Na Kubě se na jeho zpracování rozjela první továrna.[22]

## Argumenty proti využívání biopaliv
IPCC je proti rozsáhlým plantážím na biopaliva. EU je proti nadměrnému spalování dřeva.

### Ovzduší – emise, ozónová vrstva
- Bionafta zplodinami více poškozuje zdraví než obyčejná nafta při spalování v moterech aut, protože produkuje více oxidu uhličitého a uhelnatého.[25]
- Hoření biopaliv při nižších teplotách (v prvních fázích hoření) produkuje porovnatelné množství zdraví nebezpečných škodlivin jako u spalování fosilních paliv.[26]
- Pěstování „energetických plodin“ jako kukuřice nebo řepka zahrnuje rozsáhlé uvolňování oxidu dusného, který je cca 300× horší skleníkový plyn než CO2. Podle Crutzenovy studie pěstování biopaliv vede k o 50–70 % vyšší produkci skleníkových plynů než z fosilních paliv.[27] Také studie v časopisu Nature popisují zvýšení emisí skleníkových plynů.[28][29]

Při výrobě bioethanolu kvašením vzniká jako vedlejší produkt CO2 v nezanedbatelném množství – jedna molekula CO2 na jednu molekulu bioethanolu: C6H12O6 → 2 C2H5OH + 2 CO2.

### Vliv na vodu
- Na výrobu jednoho litru biopaliva připadá vodní stopa 2500 litrů vody.[33]
- Pěstování biopaliv také vyžaduje používání pesticidů, a ty pak pronikají do potravních řetězců a vodních zdrojů. V Česku pesticidy již zamořily většinu spodní vody a velkým viníkem je pěstování energetických rostlin.[34] V naprosté většině se jedná o metabolity herbicidů (metazachloru, metolachloru, alachloru, acetochloru a chloridazonu) používaných k ošetřování řepky olejné, kukuřice a cukrové řepy, tj. na plodin pěstovaných hlavně jako suroviny k výrobě biopaliv.[35]
- Pěstovaná kukuřice je velmi náročná na dusíkatá hnojiva, která se vyrábějí z ropy a která ve větší míře z půdy vysávají živiny a z dlouhodobého hlediska ji vyčerpávají, s tendencí zvýšené tvorby eroze.[36]

### Vliv na biodiverzitu
- V současné době probíhají jednání USA a západních evropských zemí o dodávkách etanolu z Brazílie, kde je kvůli jeho produkci vypalována stále větší plocha amazonských pralesů. Pralesy jihovýchodní Asie jsou likvidovány ze stejných důvodů a s nimi klesá biodiverzita a vymírají tisíce rostlinných a živočišných druhů. Následkem je znekvalitnění půdy a pokles zemědělské produkce.[27]
- Pěstování řepky má za následek vysoký úhyn lesní zvěře. Srny po požití řepky slepnou a do 24 hodin jim selhává nervový a jaterní systém a zvíře umírá.[37]

### Náročnost na přírodní zdroje a půdu
- Pokud by ve Spojených státech měly všechny automobily jezdit na ethanol z kukuřice, potřebovala by tato země 97 % svého území na její pěstování.[38] Vyprodukování ethanolu, který by nahradil 5,75 % tekutých paliv používaných v dopravě v zemích Evropské unie by podle některých studií vyžadovalo využití až 25 % orné půdy v unii. V souvislosti s poklesem zásob obilí se tak lidstvo ocitá před otázkou, má-li dát nasytit sobě nebo svým automobilům.[39] Při použití pouhých 10 % světové sklizně cukru k výrobě ethanolu, se ceny této komodity zdvojnásobily. Kukuřici to již potkalo a to v průběhu dvou posledních let.[40]
- Podle neveřejné zprávy Světové banky zvýšilo zavedení biopaliv ceny základních potravin v průměru o 75 % a tím spustilo zejména v zemích Třetího světa potravinovou krizi. Toto konstatovala tajná zpráva, kterou citoval deník Guardian v roce 2008.[41] V srpnu 2012 uvedl předseda správní rady švýcarské potravinářské společnosti Nestlé, Peter Brabeck, s odkazem na poslední zprávu Organizace OSN pro výživu a zemědělství, že svět nyní stojí kvůli nadměrnému využívání orné půdy k výrobě biopaliv místo potravin před ještě horší potravinovou krizí, než jaká jej postihla v roce 2008.[42] Přes ceny potravin tak biopaliva podporují vznik krizí jako je občanská válka v Sýrii.[43]

### Neefektivita
- Energie získaná ze spalování biomasy rostoucí v určité oblasti je až 50× menší než energie získaná ze solárních panelů, které by v této oblasti (o stejné rozloze) byly instalovány.[44]
- Pokud by byl ethanol dovážen ze Spojených států, bude s velkou pravděpodobností vyráběn z kukuřice. Fosilní paliva pak budou užívána v každé fázi její produkce (sázení, hnojení, sklizeň, doprava). Konečná energetická bilance ethanolu z kukuřice je pak taková, že k vyprodukování paliva je třeba o 27–117 % více energie, než se získá jeho spálením,[45] nemluvě o erozi půdy, znečištění a postupném vyčerpávání vodních zdrojů.
- Nevýhodou biopaliv zůstává malá plošná výtěžnost (v přepočtu 2–6 kW stálého tepelného nebo 1–2 kW mechanického či elektrického výkonu z hektaru u nejlepších energetických bylin) a relativně velká spotřeba energie a lidské práce (tato položka se obvykle propaguje jako podpora zaměstnanosti) na jejich získávání. Pěstování plodin pro bioethanol skutečně bude generovat určité množství nových pracovních míst, ale podle některých studií[46] přibližně stejné množství lidí o práci přijde. Tento krok navíc bude (zejm. v USA) vyžadovat dotace zemědělcům a další investice do infrastruktury v řádu miliard dolarů[47] a konkrétně americké ministerstvo zemědělství nemá pevnou koncepci, kde je získat, aby je jinde nemuselo sebrat.[48]
- Energetická výnosnost (ERoEI) se pohybuje někde mezi 0,9 a 1,2 (v USA až k 0,7). Vyjádření v čistém energetickém zisku se pohybuje okolo 0,8.[49][50] Přes hodnotu 1 se může přehoupnout v zemích, které jsou buď dotovány EU (což se dá chápat jako jistá administrativní manipulace) a tam, kde je místo techniky (využívající fosilní paliva) nasazena lidská práce (konkrétně v Brazílii jsou pro sběrače dost tvrdé pracovní podmínky).
- Podle kritiků řepka ani nesplňuje evropský limit úspory 35 % pro biopaliva.[51]
- Podle obecně prospěšné společnosti Kverulant.org, která se problematice biopaliv věnuje od roku 2010 povinné přimíchávání biopaliv klasické pohonné hmoty zdražuje a znehodnocuje. Koncept povinných biopaliv má podle něj také řadu dalších negativních vedlejších dopadů, které Kverulant uvádí v článku Drahý bioomyl[52]

### Není alternativnou k ropě/naftě
- Množství zrna, použitého k naplnění nádrže většího sportovního automobilu ethanolem, odpovídá množství jídla, které jeden člověk spotřebuje za rok. David Pimentel, profesor ekologie na Cornellově Univerzitě, v této souvislosti hovoří o „dotovaném spalování potravin“ (subsidised food burning).[53]
- Používání bioethanolu, vyjádřené k tomu určenou veličinou, nazývanou „nezávislost na ropě“, by činilo 2,8 %.[54] Nasazení ethanolu místo benzínu by kvůli zplodinám vyprodukovaným při jeho výrobě a nižší efektivitě při spalování oproti benzínu snížilo celkové emise CO2 jen o 13 %. Jiné zdroje[55] hovoří o kosmetickém zvýšení o 0,2 % do roku 2017.

Ve Spojených státech je výhodnější a ekologičtější pěstovat kukuřici jako potravinu než jako biopalivo.

## Biopaliva a legislativa
Společná zemědělská politika (CAP) pro EU byla počátkem 90. let reformována pod vedením irského eurokomisaře MacSharryho a měla vést k omezení tehdejší nadprodukce potravin. To vedlo k přechodu zemědělství na biopaliva.
Projekt podpory bioetanolu byl v ČR schválen roku 1996 a připravilo jej Ministerstvo zemědělství.
Evropské trendy vládní podpory produkce biopaliv se v září 2007 dočkala kritiky ze strany Organizace pro hospodářskou spolupráci v Evropě (OECD). Vedou podle OECD k prudkému růstu cen potravin a potenciálně i k devastaci přírody. Vládní subvence jsou podle OECD navíc i jednoduchou formou podpory domácího zemědělství, která je vzhledem k pokračujícím snahám o liberalizaci zemědělského trhu nežádoucí.
V září 2012 uvedla agentura Reuters návrh legislativy z Bruselu, ve které eurozóna omezí používání biopaliv založených na zemědělských plodinách, protože se obává, že tato jsou méně šetrná k životnímu prostředí, než se předpokládalo, a že jejich podpora má negativní dopad na produkci potravin. V létě 2013 schválil Výbor pro životní prostředí, veřejné zdraví a bezpečnost potravin Evropského parlamentu podíl biopaliv první generace maximálně 5,5 %.